# Kamen Rider W Forever: A to Z/Unmei no Gaia Memory
Kamen Rider W Forever: A to Z/Unmei Gaia Memory (仮面ライダーＷ（ダブル） FOREVER AtoZ／運命のガイアメモリ Kamen Raidā Daburu Fōebā: Ē tu Zetto/Unmei no Gaia Memori, "Kamen Rider W Forever: A to Z/Gaia Memory Số phận") là bộ phim điện ảnh kế tiếp của loạt phim truyền hình Kamen Rider W, phát hành tại các rạp ở Nhật Bản vào ngày 7 tháng 8 năm 2010. Đây là bộ phim được làm dưới dạng 3D, khiến nó trở thành bộ phim 3D đầu tiên trong lịch sử Kamen Rider Series.
Kamen Rider W Forever được phát hành song song với phim Tensou Sentai Goseiger Epic on the Movie.

## Câu chuyện
Một nhóm khủng bố bí ẩn được biết dưới tên "NEVER" xuất hiện ở thành phố Fuuto, tìm kiếm 26 Gaia Memory thế hệ thứ hai gọi là T2 Gaia Memory (T2ガイアメモリ Tī Tsū Gaia Memori) đang bị phân tán trong thành phố. Daidou Katsumi, kẻ biến thành Kamen Rider Eternal là lãnh đạo NEVER và một nhóm Dopant với sức mạnh của Kamen Rider W: Cyclone, Heat, Luna, Metal, và Trigger. Khi Philip bị bắt cóc và Ryuu đang bị phân tâm bởi các Dopant mạnh mẽ khác, Shoutarou phải tự hành động để giải cứu Philip và thành phố Fuuto bằng các dùng T2 Joker Memory trở thành Kamen Rider Joker. Trong phim cũng xuất hiện nhân vật bí ẩn có tên Maria (マリア).

## Kamen Rider mở rộng trong phim

### Kamen Rider Eternal
Daidou Katsumi (大道 克己) là nhân vật phản diện chính trong bộ phim W Forever dùng T2 Eternal Memory (エターナルメモリ Etānaru Memori) và một Lost Driver (ロストドライバー Rosuto Doraibā) để biến thân thành Kamen Rider Eternal (仮面ライダーエターナル Kamen Raidā Etānaru). Kamen Rider Eternal được trang bị vũ khí là dao ngắn Eternal Edge (エターナルエッジ Etānaru Ejji). Ngoài các Maximum Slot trên Lost Driver và Eternal Edge, Kamen Rider Eternal có một loạt các Maximum Slot trên thắt lưng xung quanh ngực, tay phải, chân trái, tổng cộng là 26.

### Kamen Rider Joker
Trong bộ phim, Philip bị bắt cóc, khiến Shotaro không thể biến thân thành W. Vào lúc đó, anh ta trở thành người sở hữu của T2 Joker Memory và thắt lưng Lost Driver, giúp anh biến thành Kamen Rider Joker (仮面ライダージョーカー Kamen Raidā Jōkā). Điều này cho phép Shotaro tự mình chiến đầu bằng cách dùng sức mạnh Joker Memory. Khi T2 Joker Memory được đặt vào Maximum Slot, Joker có thể thực hiện Rider Punch (ライダーパンチ Raidā Panchi) và Rider Kick (ライダーキック Raidā Kikku) Maximum Drive.
Trong tập 49 của loạt phim truyền hình, Shotaro đã biến thành Kamen Rider Joker sau khi Philip biến mất bằng Gaia Memory của chính mình, Joker Memory thay vì T2 Joker Memory.

## Diễn viên
- Hidari Shoutarou (左 翔太郎?): Kiriyama Ren (桐山 漣?)
- Philip (フィリップ Firippu?): Suda Masaki (菅田 将暉?)
- Narumi Akiko (鳴海 亜樹子?): Yamamoto Hikaru (山本 ひかる?)
- Terui Ryuu (照井 竜?): Kinomoto Minehiro (木ノ本 嶺浩?)
- Jinno Mikio (刃野 幹夫?): Nadagi Takeshi (なだぎ 武?)
- Makura Shun (真倉 俊?): Nakagawa Shingo (中川 真吾?)
- Watcherman (ウォッチャマン Wotchaman?): Nasubi (なすび?)
- Santa-chan (サンタちゃん Santachan?): Fukkin Zennosuke (腹筋 善之介?)
- Queen (クイーン Kuīn?): Itano Tomomi (板野 友美?)
- Elizabeth (エリザベス Erizabesu?): Kasai Tomomi (河西 智美?)
- Sonozaki Ryuubee (園咲 琉兵衛?): Terada Minori (寺田 農?)
- Sonozaki Saeko (園咲 冴子?): Namai Ami (生井 亜実?)
- Sonozaki Wakana (園咲 若菜?): Asuka Rin (飛鳥 凛?)
- Kazu Jun (加頭 順?): Kon Teyu (コン・テユ?)
- Maria S. Cranberry (マリア・Ｓ・クランベリー Maria Esu Kuranberī?): Sugimoto Aya (杉本 彩?)
- Daidou Katsumi (大道 克己?): Matsuoka Mitsuru (松岡 充?)
- Izumi Kyousui (泉 京水?): Sudou Genki (須藤 元気?)
- Hanehara Reika (羽原 レイカ?): Yashiro Minase (八代 みなせ?)
- Ashihara Ken (葦原 賢?): Deai Masayuki (出合 正幸?)
- Gozo Domoto (堂本 剛三 Dōmoto Gōzō?): Nakamura Kouji (中村 浩二?)
- Tabata (田端?): Takeoka Tsunekichi (竹岡 常吉?)
- Suzumiya Kurumi (鈴宮 くるみ?): Kurosawa Mika (黒沢 美香?)
- Eita (英汰?): Satou Shion (佐藤 詩音?)
- Mẹ của Eita (英汰の母 Eita no haha?): Ono Yuuki (小野 友紀?)
- Gaia Memory, T2 Gaia Memory (ガイアメモリ、T2ガイアメモリ Gaia Memori, Tī Tsū Gaia Memori?, Lồng tiếng): Tachiki Fumihiko (立木 文彦?)

Tiểu cảnh
- Izumi Yuuko (和泉 優子?): Senoo Yurie (妹尾 友里江?)
- Kusuhara Miyabi (楠原 みやび?): Kawata Nozomi (川田 希?)
- Kusuhara Asuka (楠原 あすか?): Ohmura Rara (大村 らら?)
- Hoshino Chizuru (星野 千鶴?): Fujii Reina (藤井 玲奈?)
- Asakawa Mai (浅川 麻衣?): Otoguro Eri (乙黒 えり?)
- Asakawa Yuuzou (浅川 勇三?): Katou Man (加藤 満?)
- Egusa Akane (江草 茜?): Konno Mana (今野 真菜?)
- Master of Barber "Kaze" (バーバー「風」のマスター Bābā "Kaze" no Masutā?): Ago Isamu (あご 勇?)
- Jimmy Nakata (ジミー中田 Jimī Nakata?): Tomita Keisuke (冨田 佳輔?)
- Sumida Yukiho (墨田 ゆきほ?): Nakano Kumiko (中野 公美子?)
- Lily Shirogane (リリィ白銀 Riryi Shirogane?): Nagasawa Nao (長澤 奈央?)
- Frank Shirogane (フランク白銀 Furanku Shirogane?): Yamano Fubito (山野 史人?)
- Yukimura Himeka (雪村 姫香?): Asou Natsuko (麻生 夏子?)
- Giáo sư Akagi (赤城教授 Akagi Kyōju?): Nishi Fuyuhiko (西 冬彦?)
- Shimamoto Nagi (島本 凪?): Wagawa Miyuu (和川 未優?)
- Hino Eiji (火野 映司?): Watanabe Shuu (渡部 秀?)

### Diễn viên phục trang
- Kamen Rider W, Kamen Rider Joker, Kamen Rider OOO: Takaiwa Seiji (高岩 成二?)
- Kamen Rider Accel, Kamen Rider Skull: Eitoku (永徳?)
- Kamen Rider Eternal: Watanabe Jun (渡辺 淳?)
- Luna Dopant: Fujii Yuugo (藤井 祐伍?)
- Heat Dopant: Hitomi Sanae (人見 早苗?)
- Metal Dopant: Yokota Ryou (横田 遼?)
- Trigger Dopant: Itou Norihito (伊藤 教人?)
- Futo-kun: Kamio Naoko (神尾 直子?)

## Bài hát chủ đề
- "W" (Ｗ（ダブル） Daburu?, "Double")
  - Lời và cải biên: Matsoka Mitsuru
  - Sáng tác: Miyako Keiichi
  - Nghệ sĩ thể hiện: Matsoka Mitsuru